# Landung in der Macuto-Bucht

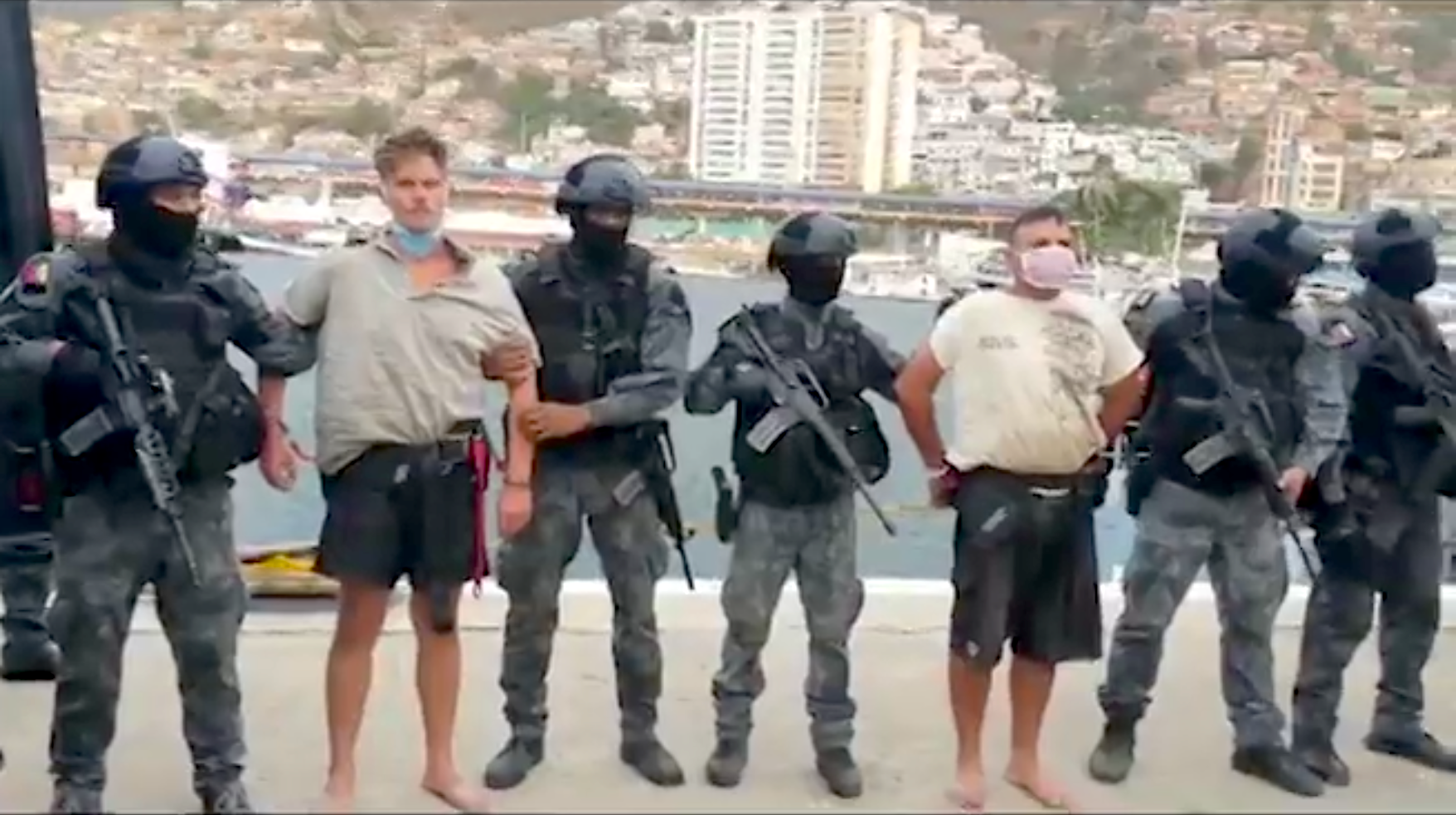
Festgenommene nach der gescheiterten Landung

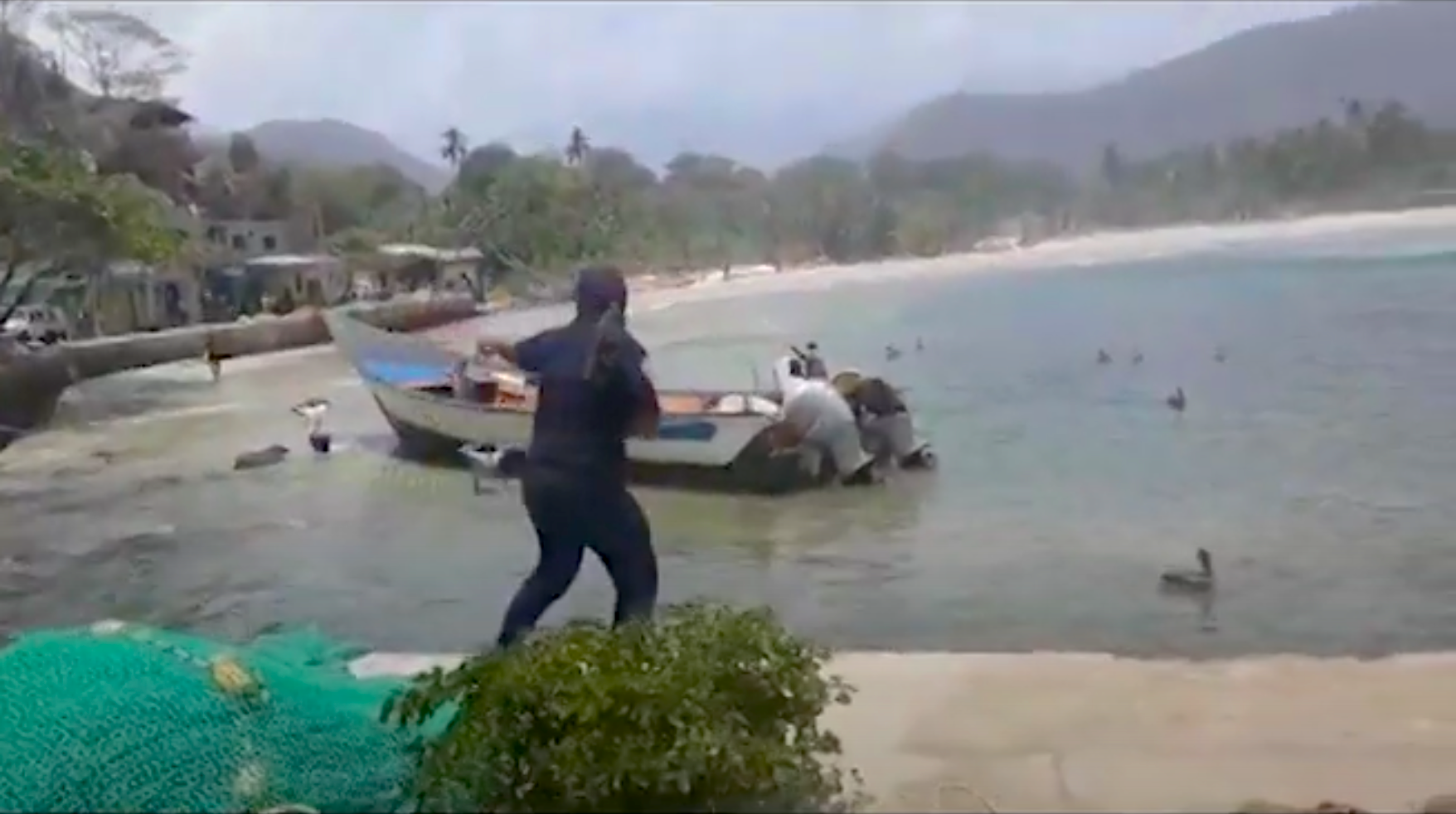
Festnahme der Angreifer und Boot, das sie benutzten

Die Landung in der Macuto-Bucht (Codename Operation Gideon, spanisch Operación Gedeón) war ein Landungsunternehmen venezolanischer Exilanten mit der Unterstützung angeworbener Söldner. Die Angreifer starteten mit Booten in Kolumbien und versuchten am 3. Mai 2020, an der Küste nahe La Guaira im Bundesstaat Vargas an Land zu gehen. Das Unternehmen scheiterte, als die angelandeten Kämpfer durch venezolanische Sicherheitskräfte teils getötet und teils verhaftet wurden. Eine zweite Gruppe wurde am 4. Mai 2020 nach Angaben der Regierung Venezuelas noch auf ihren Booten von Kriegsschiffen abgefangen und verhaftet.

## Planung und Verlauf

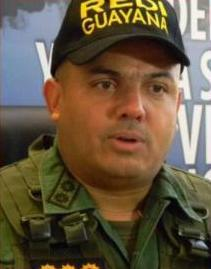
Clíver Alcalá Cordones

Die Idee zur Landung wird Clíver Alcalá Cordones, einem ehemaligen Generalmajor der Armee Venezuelas,  sowie dem US-amerikanisch-kanadischen Söldner und früheren Soldaten Jordan Goudreau von Silvercorp USA zugeschrieben. Goudreau hatte in Florida 2018 den Militärdienstleister Silvercorp USA gegründet und äußerte in Interviews, dass er ein Abkommen mit der Gegenregierung von Juan Guaidó erreicht habe, das Regime von Nicolás Maduro zu stürzen.
Juan Guaidó und sein Berater Juan Jose Rendón beendeten nach dessen Angaben die Zusammenarbeit mit Goudreau bereits mehrere Monate vor der Landung. Dieser setzte die Operation nach Einschätzung des Guardian aber alleine fort. Die Presseagentur Associated Press erfuhr von den Vorbereitungen Goudreaus und veröffentlichte ihre Recherchen zwei Tage vor dem tatsächlichen Landungsversuch.
Am 4. Mai 2020 gab Nicolás Maduro im Staatsfernsehen bekannt, dass man 13 Terroristen verhaftet und weitere getötet habe. Insgesamt 114 Personen wurden nach Aussagen venezolanischer Behördenvertreter im Zusammenhang mit der Aktion festgenommen, darunter zwei US-amerikanische Staatsbürger. Sechs Angreifer seien getötet worden. Der Regierungspolitiker Diosdado Cabello warf den Regierungen der USA und Kolumbiens vor, die Verantwortung zu tragen.
Einer von zwei gefangenen Amerikanern wurde im Staatsfernsehen Venezuelas vorgeführt, wo er angab, Teil eines Plans zur Entführung von Nicolás Maduro gewesen zu sein. Mitte Mai 2020 wurden laut venezolanischem Militär 39 Deserteure festgenommen, die aus Kolumbien nach Venezuela einreisen wollten und mit dem Landungsunternehmen in Verbindung stehen sollen.
Zwei Söldner, die gestanden haben sollen, an Verbrechen der Verschwörung, des illegalen Waffenhandels und des Terrorismus schuldig zu sein, wurden Anfang August 2020 zu jeweils 20 Jahren Haft verurteilt. Die Anhörung weiterer Beteiligter ging indessen weiter.

## Reaktionen
Gegenpräsident Juan Guaidó bestritt eine Beteiligung und warf der Regierung Maduro vor, den Zwischenfall inszeniert zu haben, um ihn als Begründung für ein Vorgehen gegen die Opposition im Land benutzen zu können.
Sowohl die US-amerikanische als auch die kolumbianische Regierung bestritten eine Beteiligung.